# Resolução 279 do Conselho de Segurança das Nações Unidas
A Resolução 279 do Conselho de Segurança das Nações Unidas aprovada por unanimidade em 12 de maio de 1970, com 12 palavras é a resolução mais curta do Conselho de Segurança já adotada; lê-se simplesmente "exige a retirada imediata de todas as forças armadas israelenses do território libanês".